# Rauf Hajiyev
Rauf Soltan oglu Hajiyev (en azerí: Rauf Soltan oğlu Hacıyev; Bakú, 15 de mayo de 1922 - Bakú, 19 de septiembre de 1995) fue un destacado compositor de Azerbaiyán y el artista del pueblo de la URSS y de la República Socialista Soviética de Azerbaiyán.

## Vida
Rauf Hajiyev nació en Bakú en 1922. Cuando tenía 18 años, escribío su primera opereta.
De 1948 a 1949 estudió en el Conservatorio de Moscú. En 1953 se graduó de la Academia de Música de Bakú. En la academia su profesor fue Qara Qarayev.
En 1955 Rauf Hajiyev se convirtió en el organizador de la orquesta estatal de Azerbaiyán y fue el director artístico hasta 1964. El compositor fue el miembro del Partido Comunista de la Unión Soviética hasta 1958. En 1964 Rauf Hajiyev fue nombrado el director de la Filarmónica Estatal de Azerbaiyán. Después de un año, en 1965 se convirtió el ministro de Cultura de la República Socialista Soviética de Azerbaiyán y desempeñó esa función hasta 1971.
Rauf Hajiyev se envió a Argelia como el asesor general de arte en el continente africano, donde trabajó durante 8 años. En estos años el compositor estableció tres academias en Argelia: academias de música, danzas y teatro.
Después de regresar a Rusia Rauf Hajiyev se convirtió en el presidente de la Unión de Compositores de Azerbaiyán y  permaneció en su puesto hasta el final de su vida.
Rauf Hajiyev murió el 19 de septiembre de 1995 en Bakú y fue enterrado en el Callejón de Honor.

## Creatividad
Rauf Hajiyev fue el autor de muchas obras musicales, dos ballets y poemas sinfónicos – “Sheykh Sanan” (1982), “Sabuhi” (1983), “Azi Aslanov” (1984). En 1976 el compositor creó una cantata, dedicada a Samad Vurgun.
Durante estos años  Rauf Hajiyev compuso la música para operas, películas y comedias musicales. Rauf Hajiyev es el autor de 150 canciones y más populares de estas incluyendo – “Mi Azerbaiyán”, “Llega la primavera”, “Bakú”, “Leyla”, etc.

## Premios y títulos
- Orden de la Bandera Roja del Trabajo (1959)
- Artista de Honor de la RSS de Azerbaiyán (1960)
- Artista del Pueblo de la RSS de Azerbaiyán (1964)
- Artista del pueblo de la URSS (artes escénicas) (1978)
- Orden de Lenin (1982)
- Orden de la Insignia de Honor